# CuriosityStream
CuriosityStream - американская информационная и развлекательная компания, предлагающая подписчикам видеопрограммы, включая документальные фильмы, телешоу и короткометражный видеоконтент. Она была запущена в 2015 году основателем Discovery Channel, Джон С. Хендрикс. По состоянию на 2020 год у компании было более 13 миллионов подписчиков по всему миру через прямую и пакетную подписку.
CuriosityStream предлагает контент от таких производителей, как BBC и NHK, а также подготовил ряд оригинальных документов эпизоды и сериалы, в том числе 4th & Forever: Muck City, The History of Home, Miniverse, Любимые места Стивена Хокинга, Light On Earth Дэвида Аттенборо и Deep Time History.

## История
Curiosity Stream запущен как автономная служба, предоставляемая OTT. Затем он расширил распространение на каналы Amazon и VRV компании Ellation. В ноябре 2017 года CuriosityStream стал доступен на платформе VOD телеприставки Comcast и приложении / портале MSO Xfinity Stream. Это была первая дистрибьюторская сделка компании с MVPD.
В апреле 2018 года Dish Network сделала Curiosity Stream доступным на подключённых к Интернету устройствах Hopper и в мобильном приложении Dish Anywhere.
С 1 февраля 2023 года в России начал вещание одноимённый телеканал

## Служба подписки
Curiosity Stream предлагает годовые и помесячные подписки, а также план 4K. Оно не имеет региональных ограничений и распространяет свои программы в США и на международном уровне, используя сочетание OTT-плееров, операторов платного ТВ и поставщиков услуг широкополосного доступа.
Приложение доступно через Roku, Каналы Apple TV и Apple TV, Xbox One, Amazon Fire TV, Sprint, Google Chromecast, iOS и Android, Amazon Prime Video Channels, YouTube TV, Sling TV и Comcast Xfinity по запросу.
Curiosity Stream не вставляет рекламные места в свою программу, но продаёт эксклюзивные спонсорские места для некоторых категорий контента. Они появляются в виде 15-секундных рекламных роликов перед началом шоу.
Компания рекламирует свой бренд, используя рекламу на цифровых каналах и на традиционном телевидении.

## Программы
В дополнение к своей библиотеке контента по запросу Curiosity Stream также предлагает линейные прямые телепередачи из своего каталога VoD. Программы компании охватывают весь спектр фактического содержания с категориями научно-популярной литературы, включая науку, историю, математику, технологии, робототехнику и природу. Сервис также предлагает контент для детей и оригинальные программы.
В июне 2020 года Curiosity Stream подписал соглашение о партнёрстве с компанией Doclights, занимающейся производством дикой природы. Обе компании представят 50 оригинальных документальных фильмов по истории для платформ SVOD и платного телевидения в 2020 году. Программы включают Cheetah: Beating the Odds; Скрытая Австралия; Эти птицы были созданы для ходьбы; Ягуар: король джунглей; Волшебные фьорды; Познакомьтесь с сурикатами; Познакомьтесь с сумчатыми; Пума: Кот-призрак; «Медведь-ленивец: Рождение принца».

## Зрители
В конце 2019 года у сервиса было более 10,5 миллионов подписчиков. В 2019 году Curiosity Stream переводил свои программы на русский, сербский, испанский, португальский, мандаринский и кантонский диалекты.
В июле 2020 года Curiosity Stream подписал партнёрское соглашение с Com Hem о доставке библиотечного контента компании в Швецию. Многие программы были доступны со шведскими субтитрами.

## Награды и номинации

#### ПремияЭммиза новости и документальные фильмы
- Любимые места Стивена Хокинга - Выдающийся графический дизайн и художественное руководство (победитель, 2017 г.)
- «Свет на Земле» Дэвида Аттенборо - выдающийся документальный фильм о природе (номинант, 2017 г.)
- «Свет Дэвида Аттенборо» - выдающийся кинематографический фильм: документальный фильм (номинант, 2017 г.)

#### Фестиваль фильмов о дикой природе в Джексон-Хоул
- Фильм Дэвида Аттенборо «Свет на Земле» - лучший ведущий фильма (победитель, 2017 г.)
- Фильм Дэвида Аттенборо «Свет на Земле» - лучший фильм о науке в природе (номинант, 2017 г.)
- Большой мир в маленьком саду - лучший короткометражный фильм (номинант, 2017 г.)

#### Премия Уэбби
- Curiosity Stream - лучший научно-образовательный канал (призер, 2017 г.)
- Deep Time History - лучший документальный сериал (лауреат, 2017 г.)
- Научные открытия: гравитационные волны - наука и образование для кино и видео (номинант, 2017 г.)
- Curiosity Stream - лучший научно-образовательный канал (лауреат, 2016 г.)

#### ПремияBritish Academy Film & Television Awards(BAFTA)
- Дэвид Аттенборо «Свет на Земле» - Фактический специалист (номинант, 2017 г.)

#### Wildscreen Кинофестиваль
- Премия Дэвида Аттенборо «Свет на Земле» - наука (победитель, 2016 г.)
- Премия Дэвида Аттенборо «Свет на Земле» - технические инновации (победитель, 2016 г.)
- Премия докладчика «Свет на Земле» Дэвида Аттенборо (номинант, 2016 г.)

#### Награда Science Media Awards
- Фильм Дэвида Аттенборо «Свет на Земле» - обладатель премии «Гранд Хеликс» (лауреат, 2016 г.)
- Джейсон Силва: Трансгуманизм - лучший короткометражный документальный фильм (номинант, 2016 г.)

#### Освещение в СМИ
Curiosity Stream и его руководители были показаны на Bloomberg Television и в журналах Time, Wall Street Journal, The New York Times, Los Angeles Times, Variety, StreamDaily, Inverse, Mashable Science News, MultiChannel News и WGN.

## Слияние компаний
11 августа 2020 г. было официально объявлено, что Curiosity Stream подвергнется обратному слиянию с Software Acquisition Group, Inc., компанией по приобретению специального назначения. В результате слияния Curiosity Stream начала торговать на NASDAQ под символом Ticker «CURI» 15 октября 2020 года. Это сделало ею первой публичной компанией потокового мультимедиа, ориентированной на фактические данные содержание.

## Клинт Стинчкомб
В июне 2018 года Клинт Стинчкомб был назначен президентом и главным исполнительным директором Curiosity Stream. Впервые он пришёл в компанию в 2017 году в качестве директора по сбыту. Он также является соучредителем и бывшим генеральным директором Poker Central. Ранее Стинчкомб занимал должности управляющего директора Worldwide Media Group (WMG) и исполнительного вице-президента и генерального директора компании Discovery Communications Emerging Television Networks.